# Yonezawa
Yonezawa (米沢市?, Yonezawa-shi) è una città del Giappone, situata nella prefettura di Yamagata. Yonezawa è vicino alle città, a est, Fukushima, e a nord, Yamagata e Sendai, che qualcuno (appassionato di calcio) ricorderà come la sede del ritiro della nazionale italiana nei mondiali del 2002 in Giappone. Ad oggi vivono circa 88.000 circa persone divise quasi equamente fra maschi e femmine.
Presenta un'economia prettamente industriale (grandi aziende che per ragioni di costi si sono spostate da Tokyo); anche l'agricoltura però copre un ruolo importante. I prodotti per cui si contraddistingue sono le mele, le carpe e la carne di mucca (A,B,C dove si intende A=apple, B=beef, C=carp). Quest'ultima è famosa in tutto il Giappone perché rappresenta una vera e propria leccornia e di ciò ci si rende subito conto perché scendendo dal treno, alla stazione di Yonezawa la prima cosa che si vede è una grande mucca nera.
Famosa anche per il ramen proprio con Yonezawa-ramen.
Anche dal punto di vista storico-culturale è famosa grazie al castello posto nella città appartenente alla famiglia Uesugi, di cui famosissimo esponente nella storia Giapponese (periodo Sengoku 1500 d.C.) è Uesugi Kenshin. Proprio a lui e alla famosissima battaglia di Kawanakajima è dedicato il festival di Uesugi che viene fatto ogni anno nel mese di aprile/maggio e che è famosissimo in tutto il Giappone tanto che anche la NHK (la televisione di stato giapponese) gli dedica ampio spazio.